# 狭山市立智光山公園こども動物園
智光山公園こども動物園（ちこうざんこうえんこどもどうぶつえん）は、埼玉県狭山市柏原にある動物園。

## 概要
埼玉県狭山市北西部に位置する智光山公園のほぼ中央部に位置する動物園。主に子ども達が楽しめる動物を展示している。

## 施設情報

### 基本情報
- 所在地
  - 埼玉県狭山市柏原864-1
- 開園時間
  - 午前9:30から午後4:30まで（入園は午後4時まで）
- 休園日
  - 毎週月曜日（月曜日が祝日の場合、翌日以降最初の平日）
  - 12月29日 - 1月1日
- 入園料
  - 個人 - 大人200円、小人50円、未就学児無料
  - 団体 - 大人160円、小人40円、未就学児無料
  - 年間バスポート - 大人600円、小人150円

### 園内
- ふれあい広場
- ポニーコーナー
- 馬放飼場
- ヤギの広場
- 修景池
- 水鳥の池
- 木陰広場
- 芝生広場

## アクセス
- 公共交通機関
  - 西武新宿線「狭山市駅」下車、狭山市駅西口より西武バス
    - 「智光山公園」行き 「智光山公園」下車から徒歩5分
    - 「サイボク」行き 「上宿」下車から徒歩15分

  - JR川越線「笠幡駅」下車、笠幡より東武バス
    - 「サイボク」行き 「サイボク」下車から徒歩30分